# 護郷隊
護郷隊（ごきょうたい、旧字体：護鄕隊󠄁）は、太平洋戦争末期の沖縄戦時、10代半ばの少年兵により構成された日本軍のゲリラ戦部隊である。隊長は、諜報や秘密作戦を専門とする陸軍中野学校出身の将校が務めた。第一護郷隊、第二護郷隊の二隊が組織され、沖縄本島南部で日本軍の組織的抵抗が終わった後の1945年7月中旬に解散するまで、北部山岳地帯に拠って活動した。約1000名の隊員のうち160人が戦死したが、秘密部隊であったため軍人恩給などは支給されなかった。防衛召集は1944年9月から1945年3月にかけてで、その多くが14歳から18歳の沖縄の少年たちだった。

## 遊撃隊の編成

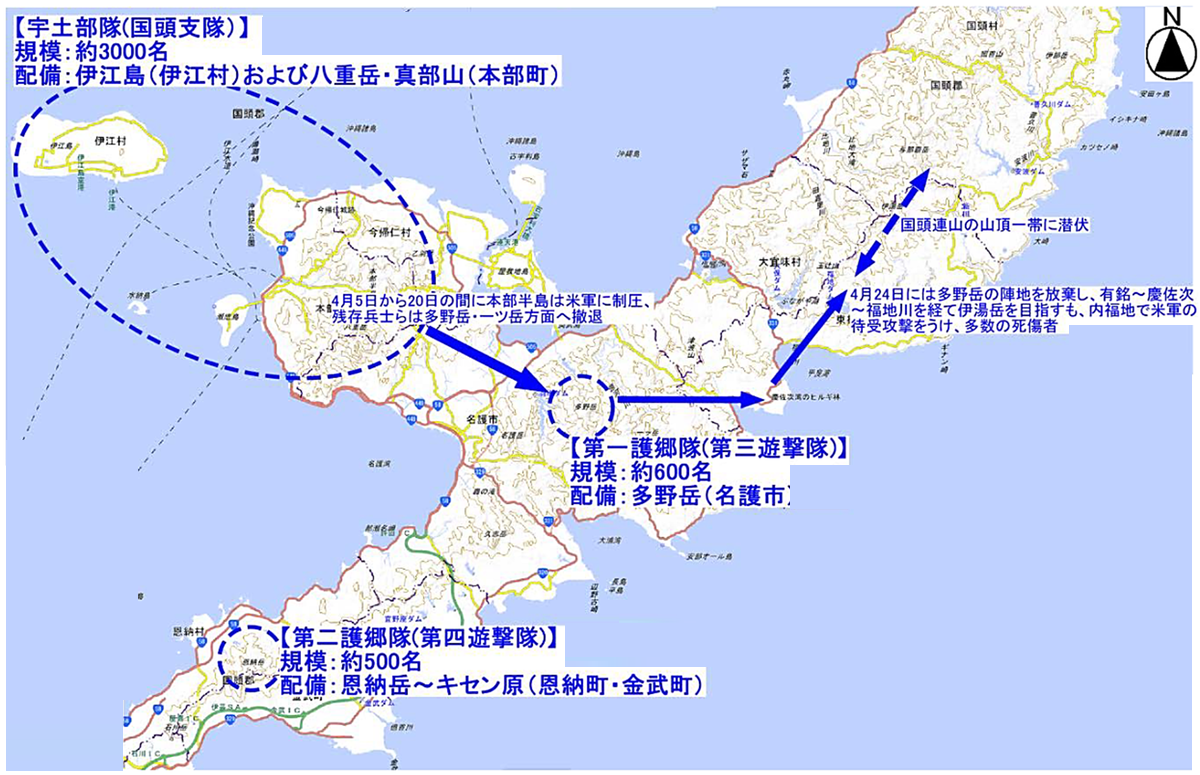
北部の沖縄戦と護郷隊

1944年9月9日、大陸命第千百二十六号で第3遊撃隊と第4遊撃隊の2つの部隊が編成され、第32軍（沖縄守備隊）に組み込まれた。第3遊撃隊が第1護郷隊、第4遊撃隊が第2護郷隊である。第1遊撃隊はニューギニア、第2遊撃隊はインドネシア東部に展開していた。
| 太平洋戦争における日本陸軍の遊撃隊 | 太平洋戦争における日本陸軍の遊撃隊 | 太平洋戦争における日本陸軍の遊撃隊 | 太平洋戦争における日本陸軍の遊撃隊 |
| ---------------------------------- | ---------------------------------- | ---------------------------------- | ---------------------------------- |
| 第1遊撃隊                          |                                    |                                    |                                    |
| 第2遊撃隊                          |                                    |                                    |                                    |
| 第3遊撃隊                          | 第1護郷隊                          | 村上治夫隊長                       | 多野岳                             |
| 第4遊撃隊                          | 第2護郷隊                          | 岩波壽隊長                         | 恩納岳                             |

### 陸軍中野学校
陸軍中野学校出身の幹部将校15名は9月に沖縄入りした。小隊長以下の兵員は地元出身者が多く、名護にあった沖縄県立第三中学校の三中鉄血勤皇隊や県立水産学校の水産鉄血勤皇隊、そして国民学校の生徒など、地元の地理に詳しい者が集められていた。9月半ばから、北部を視察した士官らは、北部 各地の国民学校（名護校、謝花校、羽地校）や中学校（三中・水産学校）の生徒名簿を入手してリストを作成し、10月から学校や役場を通じて少年たちを召集していった。
その役目は、第32軍（沖縄守備軍）が壊滅してもなお、沖縄で遊撃戦を続けることで本土決戦を先延ばしにするという、捨て石の延長を狙ったものだった。ゆえに第32軍牛島満司令官に「敵が上陸し玉砕した場合に、われわれが最後まで敵の後方を撹乱し、大本営に情報提供します」と任務を説明した際に、長勇参謀は笑いながら「我々の骨を拾いに来たのか」と冷やかした。
護郷隊はいずれも14歳から17歳の少年を防衛召集していたが、その法的根拠は、鉄血勤皇隊や通信隊と同様に法令ではなく、軍令としての陸軍省令第59号『陸軍召集規則』第58号『防衛召集規則』で、「前縁地帯」と規定された沖縄県と奄美諸島などに限り14歳以上17歳未満で志願の防衛召集をさせた。法的な問題があっただけではなく、護郷隊では学徒動員よりもさらに強制的であり、役場から呼び出しの連絡が来て小学校に集められ、そのまま召集された。少年たちには「護郷」「自分の故郷は自分で守れ」という意識を徹底的に植え付けられる厳しい訓練がなされた。
第一、第二護郷隊の戦死者は、約160人にものぼり、なかには、集合に遅れたというだけで制裁のために仲間うちで銃殺させられたり、軍医に殺されたりした少年兵もいた。

### 第1護郷隊（第3遊撃隊）
第3遊撃隊（第1護郷隊、村上治夫隊長）は4個中隊、約500名で編成。村上大尉と他6名の中野学校出身士官が着任。名護岳（第1中隊）、多野岳（第2中隊）、久志岳（第4中隊）、乙羽岳（第3中隊）を拠点として、遊撃戦に備えた。
1945年4月17日の真喜屋、稲嶺、源河の遊撃戦では、「敵に利用される家ならば」と里の家屋に付け火をして回らせた。6月には、集合に遅れた少年兵を制裁のため、仲間うちで射殺させるという凄惨な事件も起こしている。
| 「                                                         | 射撃訓練で標的にあたらなければ、その日の夕食はなし。『弾はお前達よりも高い。はがき一枚でいくらでも兵隊は連れてこられる』といわれた隊員もいました。下士官が歩いていて、敬礼をわすれると拳骨で殴られる人もいました。 | 」 |
| —第一護郷隊所属 (恩納村)（『広報おんな』425号 (2016)より） | |    |

第1護郷隊は実質的に7月に解散するが、終戦後も村上隊長らは数度の下山勧告も拒否し、名護岳付近に潜伏した。1946年1月2日、日本軍将校が第32軍 (沖縄守備軍) の作戦参謀であった八原博通の手紙を携えて説得した結果、翌日下山した。既にその時、八原は捕虜を解かれ本土に帰郷していた。
- 第一護郷隊の慰霊碑[7]

### 第2護郷隊（第4遊撃隊）
第4遊撃隊（第2護郷隊）（岩波壽隊長）は3個中隊、約393名で編成。岩波大尉と他5名の中野学校出身士官が着任。恩納岳と石川岳を拠点として遊撃戦に備えた。中部から逃げ延びてきた飛行場部隊などが合流し、当初の部隊の人数から千人規模に膨れ上がった。
恩納岳山頂付近に部隊の司令部や機関銃壕、また中腹には野戦病院や兵舎などが設営されていたが、徐々に追い詰められ、野戦病院は負傷した少年兵などであふれていたという証言もある。
| 「                                                           | 軍人勅諭を覚えることができなければ捧げ銃を一時間もさせられる人もいました。小さい体の人は大変だったと思います | 」 |
| —第二護郷隊所属 (大宜味村)（『広報おんな』425号 (2016)より） | |    |

第4遊撃隊は7月10日に北側の久志岳あたりまで北上し、第3遊撃隊長の村上隊長と合流。岩波隊長は秘密遊撃戦に移行することを宣言し、7月16日に部隊を解散して隊員を帰還させ、情報収集や食料調達を続行させた。地元住民を通じての米軍の下山勧告もあり、10月2日、中隊長らとともに投降した。
- 第二護郷隊の慰霊碑[7]

## 陣地跡と戦跡
2020年6月、米軍内の3月の調査で、それまで確認されていなかった恩納岳にある護郷隊の戦跡がキャンプ・ハンセン内で複数発見されていたことがわかった。

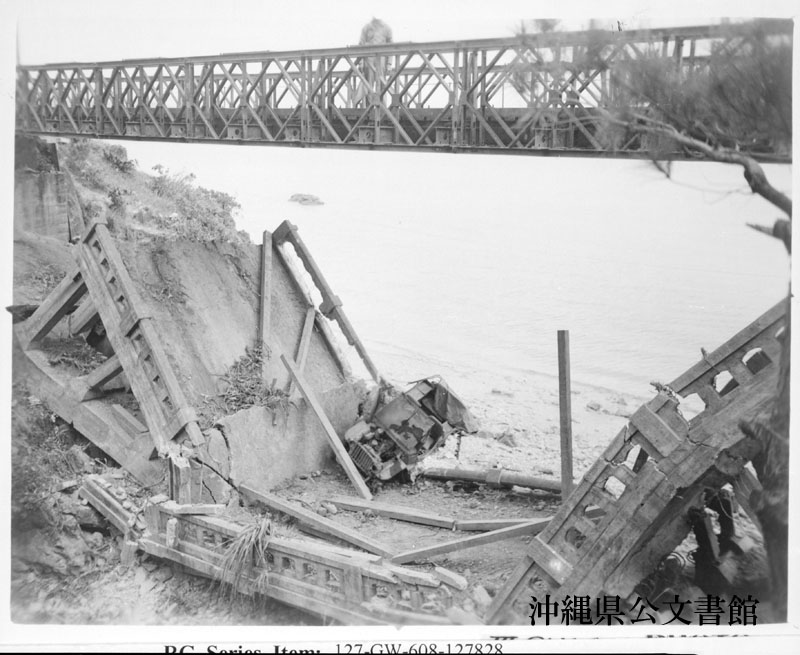
護郷隊は米軍の上陸に際して橋梁の破壊工作なども行ったが、米軍はベイリー橋であっという間に補修した。

## 護郷隊の戦後
戦後30年頃から現在に至るまで様々な証言を辿れば、第一護郷隊の村上治夫隊長と第二護郷隊の岩波壽隊長の二人は他とは異なる一種強烈な印象を出会う人々の心に与えていたことがわかる。また戦後は二人とも、護郷隊で命を奪われた少年たちの遺族を訪ね歩き、あるいは本土での就業を支援するなど、元少年兵と交流を続けた。一方で、まだ幼い子どもや兄弟を護郷隊にとられた遺族や、激しいゲリラ戦の体罰や戦闘を経験した少年兵たちの心の傷は決して癒えることがなかった。住民が避難するのに必要な橋をあらかじめ破壊したこと、命令で故郷の家々を燃やしたこと、仲間の制裁を強いられるなどの少年兵への厳しい訓練や実際のゲリラ戦などの記憶は深い心の傷となり、総じて護郷隊についての長い沈黙をもたらした。また護郷隊の少年兵は正規軍ではないとみなされ戦後の補償対象からも外された。
護郷隊遺族の証言によると村上の最後の沖縄訪問は2002年で、80歳を超えた村上は、自ら建立した慰霊碑の前で堰を切ったように号泣したという。元少年たちと交流を続け、慰霊の樹木を送り、どれほど遺族から厳しい言葉を向けられても慰霊の訪問を続けた村上の、最後の沖縄の旅となった。

## 本土でも
日本は本土決戦に備えて本土でも少年兵による遊撃隊の編成計画を進めていた。沖縄の次に米軍上陸が考えられる九州では、中野学校出身者の指導を受けた兵士が大分県や鹿児島県の少年たちに遊撃戦の訓練を行なっていた。
| 「                                                         | それで、空襲でバンバンバンバンやられたでしょう。そしたら、その飛行兵学校の少年たちがみんな、うわーん、うわーんと泣きながら、ダーッと何百名と山のほうへ避難していくんですよ。それを見ててね、まぁなんと情けない。… 考えてみたらね、わずか13から14歳でしょう。14歳までなってないかも分からない。幼い少年航空兵の、まだ入隊したばっかりの、幼い、小学校のちょっと上、中学1年生ぐらいの。それが何百名とみんな、うわーん、うわーんて泣きながら山のほうの防空壕へ。私はそれがものすごく印象に残ってましてね。 | 」 |
| —大分県の元兵士の証言（NHK「少年たちに遊撃戦を指導」より） | |    |

## 関連作品
- 2015年8月11日、長年沈黙されてきた護郷隊について、これまでの研究を基盤にして NHKスペシャル・アニメドキュメント『あの日、僕らは戦場で～少年兵の告白～』が放映された。
- 2018年7月28日、映画監督でジャーナリストの三上智恵・大矢英代が監督したドキュメンタリー映画『沖縄スパイ戦史』が公開された[15]。